# روبرت سوركوف
روبرت سوركوف، (12 ديسمبر 1773 - 8 يوليو 1827)، كان قرصانًا ورجل أعمال وتاجر رقيق فرنسيًا، عمل في المحيط الهندي من عام 1789 إلى عام 1808 خلال الحربين الثورية الفرنسية والنابليونية. استولى على أكثر من 40 كنزًا، وجمع لاحقًا ثروة طائلة من أنشطة متنوعة، مثل امتلاك السفن والقرصنة وتجارة الرقيق وامتلاك الأراضي.
بدأ سوركوف مسيرته البحرية ضابطًا على متن السفن أورور، وكورييه دافريك (رسول أفريقيا) ونافيغيتور (Navigateur). وبعد أن ترقى إلى رتبة قبطان، انخرط بشكل غير قانوني في تجارة الرقيق على متن سفينة كريول. ثم تولى سوركوف قيادة السفينة التجارية إميلي، حيث شارك في حملات تجارية على متنها رغم افتقارها إلى شهادة المنشأ. استغل سوركوف سفن الشحن البريطانية، واستولى على العديد من السفن التجارية، متضمنةً سفينة الهند الشرقية تريتون، قبل أن يعود إلى جزيرة فرنسا حيث صودرت غنائمه. عاد سوركوف إلى فرنسا، حيث حصل على جائزة مالية من الحكومة. عاد سوركوف بعدها إلى المحيط الهندي، وقاد السفينتين الخاصتين كلاريس وكونفيانس، وأغار على السفن البريطانية والأمريكية والبرتغالية. استولى على سفينة الهند الشرقية كينت في 7 أكتوبر 1800. عاد سوركوف إلى فرنسا، وحصل على وسام جوقة الشرف واستقر بوصفه رجل أعمال.
عاد لفترة وجيزة إلى المحيط الهندي عام 1807 على متن السفينة الحربية ريفينانت قبل أن يعود إلى فرنسا. هناك، رعى سوركوف القراصنة والسفن التجارية، متضمنةً سفن الرقيق. قاد قراصنته حملات ضد التجارة البريطانية في المحيط الهندي والقناة الإنجليزية. حققت السفينة رينارد، وهي سفينة تابعة له، شهرة واسعة بانتصارها على إتش إم إس ألفيا في 9 سبتمبر 1812، حيث انفجرت ألفيا بعد صد محاولات فرنسية للصعود عليها. بعد استعادة بوربون في فرنسا، نظم سوركوف رحلات صيد إلى نيوفاوندلاند وجمع ثروة طائلة. توفي عام 1827 ودفن في سان مالو.

## المسيرة المهنية

### الشباب
ولد روبرت سوركوف في 12 ديسمبر 1773 في سان مالو لعائلة من ملاك السفن. كان والده، تشارلز أنج سوركوف دي بواجري، حفيد روبرت سوركوف دي ميزونوف، الذي كان قائدًا للقراصنة إيمابل في عهد لويس الرابع عشر. من جهة والدته، كان روبرت قريبًا من بعيد لرينيه دوغواي تروين. عندما أرسله والداه إلى كلية دينان ليصبح كاهنًا، هرب في سن الثالثة عشرة للانضمام إلى السفينة التجارية هيرون، التي كانت تبحر بين سان مالو وقادس.
في 3 مارس 1789، انضم متطوعًا على متن سفينة أورور التي يبلغ وزنها 700 طن، وهي سفينة رقيق كانت تتجه إلى الهند بقيادة الكابتن تارديفيه. أبحرت أورور إلى بونديشيري ونقلت القوات المتجهة إلى جزيرة فرنسا. في رحلتها التالية، سعيًا لشراء العبيد في منطقة القرن الأفريقي، تحطمت أورور في قناة موزمبيق، ما أدى إلى غرق 400 أفريقي مستعبد مقيد في أورلوب. استأجر تارديفيه السفينة البرتغالية سان أنطوان في أكتوبر 1790 للعودة إلى بورت لويس، لكنه اضطر إلى تحويل مساره إلى سومطرة بسبب سوء الأحوال الجوية، ولم يعد إلى ميناء لويس إلا في أواخر عام 1790، على متن سفينة فرنسية عبر مستعمرة بونديشيري الفرنسية. بعد ترقيته إلى رتبة قبطان، انضم سوركوف إلى سفينة كورييه دافريك، وهي سفينة رقيق أخرى، متجهة إلى موزمبيق بقيادة الكابتن غارنييه. ثم عيّنه الكابتن تارديفيه ملازمًا على سفينته الجديدة، ريفانش. وعلى متن ريفانش، قام سوركوف بعدة بعثات قبالة مدغشقر.
انضم سوركوف إلى البحرية الملكية الفرنسية قبطانًا على متن سفينة بيينفينو، ذات العشرين مدفعًا، بقيادة الملازم هاومونت، المتجهة إلى فرنسا. وصلت بيينفينو إلى لوريان في 2 يناير 1792، حيث اكتشف سوركوف التغيرات السياسية التي شهدتها فرنسا في أعقاب الثورة الفرنسية.
بعد ستة أشهر، انضم سوركوف برتبة ملازم على متن سفينة الرقيق نافيجاتور، تحت قيادة الكابتن ليجوليف. غادرت السفينة في 27 أغسطس 1792 إلى موزمبيق قبل أن تبحر إلى جزيرة فرنسا، حيث أبلغ سوركوف عند وصوله باندلاع الحروب الثورية الفرنسية.
وبعد أن ارتقى إلى رتبة نقيب، تولى سوركوف قيادة السفينة الشراعية كريول، وهي سفينة رقيق بأربعة مدافع. غادر جزيرة فرنسا في 3 يونيو 1794 في رحلة قبالة أفريقيا ومدغشقر، وانخرط مرة أخرى في تجارة الرقيق، رغم من حظرها من قبل المؤتمر الوطني وجمعية جزيرة بوربون. عند عودته إلى جزيرة فرنسا، فتش عملاء لجنة السلامة العامة كريول بحثًا عن أدلة على تجارة الرقيق، لكنهم غادروا خاليي الوفاض، إذ كان سوركوف قد باع حمولته المستعبدة بالفعل. وعندما وصلت القوات البحرية البريطانية لحصار جزيرة فرنسا، خدم ضابطًا مساعدًا على متن الفرقاطة سيبيل ذات الأربعين مدفعًا، وشارك في عملية 22 أكتوبر 1794 غير الحاسمة.

### إبحار إميلي والاستيلاء على تريتون
في ربيع عام 1795، تولى سوركوف قيادة السفينة الشراعية الخاصة موديست، التي يبلغ وزنها 180 طنًا، التي أعيد تسميتها إميلي، بطاقم من 32 فردًا وأربعة مدافع عيار 6 أرطال، تسلح بها مالرو وليفايانت. رفض الحاكم مالارتيك إعطاء إيميلي إذنًا بالتوجه إلى سيشل لشراء سلاحف غذاءً لجزيرة فرنسا.
غادرت إيميلي في 3 سبتمبر 1795 حاملة تصريحًا ملاحيًا يخولها الدفاع عن نفسها، ولكن ليس الاستيلاء على غنائم. في اليوم التالي، رست في ميناء سان دوني قبل أن تبحر إلى ماهي. في جزيرة سانت آن، طاردته سفينتان بريطانيتان كبيرتان، لكنه تمكن من الإفلات منهما بالإبحار عبر الشعاب المرجانية ليلًا.
ثم قرر سوركوف الإبحار إلى أرخبيل ميرغي لتحميل شحنة أرز. في 8 ديسمبر 1795، في أثناء عبوره دلتا نهر الجانج، استولى سوركوف على غنيمته الأولى، وهي السفينة بينجوين، المحملة بالأخشاب، التي فصل عليها طاقمًا مميزًا بقيادة الملازم بيرو قبل إرسالها إلى جزيرة فرنسا.
في 19 يناير 1796، التقى سوركوف بسفينة الإرشاد كارتييه التي تقود سفينتين تجاريتين، راسل وسامبولاس، عبر دلتا نهر الجانج. هاجمهما واستولى عليهما، ووجد أن السفينتين التجاريتين تحملان أرزًا. بعد فصل طواقم الغنائم، نقل سوركوف قيادته، إلى جانب أفراد طاقمه الـ 22 المتبقين ومدافع إميلي الأربعة، إلى كارتييه، التي أعاد تسميتها -وفقًا لأمبروز لويس غارنيراي- إلى هاسارد. ثم أرسل سوركوف إميلي، بقيادة الملازم كرويزيت، مع غنائمه، إلى جزيرة فرنسا.
في ليلة 28 يناير، استولى سوركوف على سفينة ديانا ذات الـ 12 مدفعًا، المحملة بـ 6000 كيس من الأرز. في اليوم التالي، التقى كارتييه بسفينة إنديامان مزودة بـ 26 مدفعًا، تريتون، ومسلحة بمدافع عيار 12 رطلًا وطاقم مكون من 150 رجلًا. وبعد أن قرر الهجوم، وأدرك متأخرًا التفوق الساحق لخصمه، شعر سوركوف بالتهديد وعدم القدرة على الفرار، فقرر الصعود على متنها مع رجاله الـ 26. وبعد أن ألقى خطابًا موعظًا على رجاله، اقترب تحت العلم البريطاني، قبل أن يرفع العلم الفرنسي في اللحظة الأخيرة ويشن هجومًا عنيفًا. وفي المعركة التي استمرت 45 دقيقة، أصيب 5 أشخاص وقتل 10، من بينهم قائدها، الكابتن بيرنيكات، والضابط الأول، بيكيت. نقل السجناء إلى سفينة ديانا، التي أطلق سراحها سوركوف مقابل فدية قدرها 30000 روبية. عاد سوركوف إلى إيل دو فرانس بجوائزه، حيث وصل في 10 مارس 1796، على الرغم من أن هاسارد قد أسرت من قبل إتش إم إس فيكتوريوس في رحلة العودة. ولأن إميلي كانت مسلحة بوصفها سفينة تجارية لا سفينة قراصنة. فقد استولت المحكمة على غنائمها وباعتها لصالح الدولة، مع أن الاستيلاء عليها كان قانونيًا. عاد سوركوف إلى فرنسا للمطالبة بأموال غنيمته، وفي 3 سبتمبر 1797، منحته الحكومة أخيرًا 660,000 فرنك، لم يتلق منها سوى 80,000 فرنك.